# División de Honor de Álava
La División de Honor de Álava(anteriormente Regional Preferente de Álava) constituye el sexto nivel de competición de la Liga Española de Fútbol en la provincia de Álava (País Vasco). 
Esta competición se fundó en 1987 debido a la creación de la Federación Alavesa de Fútbol. Hasta entonces los equipos alaveses estaban adscritos a la Federación Guipuzcoana y tomaban parte en sus competiciones.

## Sistema de competición
La liga consiste en un grupo único de 16 equipos. Al término de la temporada el campeón de la categoría asciende directamente al Grupo IV de la Tercera Federación. El segundo clasificado juega una promoción con los segundos clasificados de la División de Honor  Regional de Guipúzcoa y División de Honor de Vizcaya. Si asciende más de un equipo vasco de Tercera a Segunda Federación y queda alguna plaza libre en la categoría, esta promoción establece el orden con el que los segundos clasificados pasarían a ocupar las hipotéticas plazas libres. 
Los dos últimos equipos bajan a la Regional Preferente. Si un equipo o más equipos alavés descienden de Tercera Federación a División de Honor, el número de descensos se amplía para permitir su acomodo en la categoría, por lo que tradicionalmente el tercer equipo de la cola desciende al descender habitualmente un representante alavés de Tercera Federación. En la temporada 2022-23 se reestructuró el fútbol alavés y lo que era la máxima categoría en Álava llamada Regional Preferente se pasó a llamar División de Honor y la segunda categoría cambió su nombre de Primera Regional a Regional Preferente de Álava.

## Temporada 2024/2025

### Equipos
| Equipo                      | Localidad      | Fundación | Estadio                              | Página Web                                                                       | Twitter         |
| --------------------------- | -------------- | --------- | ------------------------------------ | -------------------------------------------------------------------------------- | --------------- |
| C.D. Alegría                | Alegría, Álava | 1968      | Joaquín Gastaminza                   | http://clubdeportivoalegria.blogspot.com/                                        | @CDAlegria      |
| Aurrera de Vitoria C.D.     | Vitoria, Álava | 1935      | Olaranbe                             | https://www.aurreradevitoria.com/                                                | @aurreravitoria |
| C.F. Aranbizkarra           | Vitoria, Álava | 1979      | Aranbizkarra                         | -                                                                                | @aranbizkarra   |
| C.D. Ariznabarra            | Vitoria, Álava | 1972      | Ariznabarra                          | http://www.cdariznabarra.com/                                                    | @CDAriznabarra  |
| Amurrio Club                | Amurrio, Álava | 1949      | Basarte                              | https://amurrioclub.eus/es/                                                      | @AmurrioClub    |
| C.D.F. San Martín           | Vitoria, Álava | 1995      | Betoño N°2 Sansomendi N°2 San Martín | https://www.cdfsanmartin.com/                                                    | @sanmarcdf      |
| C.D. Hidroclima Marianistas | Vitoria, Álava | 1950      | Marianistas                          | http://www.dxtmarias.com/ Archivado el 11 de octubre de 2014 en Wayback Machine. | @marias_cd      |
| C.F. Izarra Gorri           | Izarra, Álava  | 1980      | Parque Ostuño                        | -                                                                                | @IzarraGorri    |
| Lakua Arriaga C.D.          | Vitoria, Álava | 1984      | Lakua-Arriaga                        | https://www.lakuaarriaga.es/                                                     | -               |
| Mercedarias K.E.            | Vitoria, Álava | 2016      | Zaramaga                             | https://nsm.vitoria.mercedariasdelacaridad.es/mercedarias-ke                     | @KirolMerced    |
| S.D. Iru-Bat Santa Lucía    | Vitoria, Álava | 1982      | Los Astrónomos                       | -                                                                                | @irubat         |
| C.D. Laudio                 | Llodio, Álava  | 1927      | Ellakuri                             | https://clubdeportivolaudio.org/                                                 | @cd_laudio      |
| C.D. San Prudencio          | Vitoria, Álava | 1972      | Sansomendi N°2                       | -                                                                                | @SanPrudencioAD |
| Urgatzi K.K.                | Lasarte, Álava | 1973      | Olabide                              | https://www.olabideikastola.eus/es/urgatzi                                       | -               |
| A.D.C. Abetxuko             | Vitoria, Álava | 1962      | Ametsa                               | https://www.abetxuko.com                                                         | @ADCAbetxuko    |
| C.D. San Ignacio "B"        | Vitoria, Álava | 2010      | Adurtzabal                           | https://www.clubsanignacio.com/                                                  | @CDSANI         |

## Campeones de la categoría
- 1987-88: C.D. Alegría (Alegría de Álava)
- 1988-89: A.D.C. Abetxuko (Vitoria)
- 1989-90: C.D. Aurrera (Vitoria)
- 1990-91: A.D.C. Abetxuko (Vitoria)
- 1991-92: Amurrio Club (Amurrio)
- 1992-93: C.D. Aurrera (Vitoria)
- 1993-94: Deportivo Alavés B (Vitoria)
- 1994-95: C.D. Juventus (C.D. Aurrera B) (Vitoria)
- 1995-96: S.D. Llodio (Llodio)
- 1996-97: C. San Ignacio (Vitoria)
- 1997-98: C.D. Alegría (Alegría de Álava)
- 1998-99: C.D. Aurrera B (Vitoria)
- 1999-00: Deportivo Alavés C (Vitoria)
- 2000-01: C.D. Salleko Lagunak (Llodio)
- 2001-02: C. San Ignacio (Vitoria)
- 2002-03: C.D. Laudio (Llodio)
- 2003-04: S.D. Bruno Villarreal (Vitoria)
- 2004-05: S.D. Salvatierra (Salvatierra)
- 2005-06: C. San Ignacio (Vitoria)
- 2006-07: C.D. Vitoria (Vitoria)
- 2007-08: C. San Ignacio (Vitoria)
- 2008-09: S.D. Salvatierra (Salvatierra)
- 2009-10: C.D. Aurrera (Vitoria)
- 2010-11: C.D. Vitoria (Vitoria)
- 2011-12: C.D. Aurrera (Vitoria)
- 2012-13: Amurrio Club (Amurrio)
- 2013-14: C.D. Aurrera (Vitoria)
- 2014-15: C.D. Vitoria (Vitoria)
- 2015-16: Amurrio Club (Amurrio)
- 2016-17: C.D. Aurrera (Vitoria)
- 2017-18: C.D. San Ignacio (Vitoria)
- 2018-19: C.D. Ariznabarra (Vitoria)
- 2019-20: Urgatzi K.K. (Lasarte)
- 2020-21: Amurrio Club (Amurrio)
- 2021-22: C.D. Aurrera (Vitoria)
- 2022-23: Deportivo Alavés "C" (Vitoria)
- 2023-24: A.D. San Viator (Vitoria)
- 2024-25: C.D. Aurrera (Vitoria)

## Resumen de palmarés
|    | Equipo                | Títulos |
| 1  | C.D. Aurrera          | 8       |
| 2  | C. San Ignacio        | 4       |
| *  | Amurrio Club          | 4       |
| 4  | C.D. Vitoria          | 3       |
| 5  | A.D.C. Abetxuko       | 2       |
| *  | C.D. Alegría          | 2       |
| *  | C.D. Laudio           | 2       |
| *  | C.D. Aurrera B        | 2       |
| *  | S.D. Salvatierra      | 2       |
| 10 | Deportivo Alavés B    | 1       |
| *  | Deportivo Alavés C    | 1       |
| *  | S.D. Bruno Villarreal | 1       |
| *  | C.D. Salleko Lagunak  | 1       |
| *  | Urgatzi K.K.          | 1       |
| -- | --------------------- | ------- |

|   | Localidad        | Títulos |
| 1 | Vitoria          | 23      |
| 2 | Amurrio          | 4       |
| 3 | Llodio           | 3       |
| 4 | Alegría de Álava | 2       |
| 5 | Salvatierra      | 2       |
| - | ---------------- | ------- |